# Rabia Jendoubi
Rabia Jendoubi, noto anche come Rabii Jendoubi (Chiari, 11 agosto 1995), è un karateka italiano e tunisino, specializzato nel kumite.

## Biografia
È nato in Italia da genitori di origine tunisina. All'età 17 anni è stato convocato dalla nazionale della Tunisia. In seguito ha difeso i colori della nazionale italiana.
Ha rappresentato l'Italia ai Giochi del Mediterraneo di Tarragona 2018, dove si è aggiudicato la medaglia di bronzo nel torneo dei -75 chilogrammi.
Ha vinto la medaglia di bronzo nel kumite a squadre ai mondiali di Madrid 2018, gareggiando con i connazionali Ahmed El Sharaby, Nello Maestri, Luca Maresca, Simone Marino, Michele Martina e Andrea Minardi.

## Palmarès
- Mondiali

Madrid 2018: bronzo nel kumite a squadre;
- Giochi del Mediterraneo

Tarragona 2018: bronzo nei -75 kg.
- Coppa d'Africa Zona 1

Tunisi 2015: Oro nei -67 kg.